# Honda SuperClasico
L'Honda SuperClasico també conegut com El Clásico Angelino o L.A. Derby és una competició de rivalitat que existeix entre els equips C.D. Chivas USA i Los Angeles Galaxy de la Major League Soccer. Este partit de rivalitat es considera l'únic "veritable" derbi local en la MLS perquè els dos equips són situats a Greater Los Angeles ciutat de Carson, Califòrnia.